# Evangelisk-lutherska kyrkan i Kanada
Evangelisk-lutherska kyrkan i Kanada (engelska: Evangelical Lutheran Church in Canada, franska: Église évangélique luthérienne au Canada) är ett Kanadas största lutherska trossamfund, med  114 592 döpta medlemmar i 525 församlingar. Man är medlem av Lutherska världsförbundet, Kanadas kyrkliga råd och Kyrkornas världsråd.
Lärorna kommer från Bibeln och Konkordieboken.

## Biskopar
- Donald Sjoberg, 1986–1993
- Telmor Sartison, 1993–2001
- Raymond Schultz, 2001–2007
- Susan Johnson, 2007-

### Fotnoter
1. ↑  ”Source for the number of congregations”. Arkiverad från originalet den 31 oktober 2014. https://web.archive.org/web/20141031120126/http://elcic.ca/About-the-ELCIC/Overview.cfm. Läst 12 september 2014.
2. ↑  ”ELCIC Constitution”. Arkiverad från originalet den 3 mars 2016. https://web.archive.org/web/20160303205950/http://elcic.ca/Resources/documents/ELCICConstitution-2007.pdf. Läst 12 september 2014.